# Хояха (приток Ярудея)
Хояха (устар. Хо-Яха) — река в России, протекает по Ямало-Ненецкому АО. Устье реки находится в 27 км по левому берегу реки Ярудей. Длина реки составляет 14 км.

## Данные водного реестра
По данным государственного водного реестра России относится к Нижнеобскому бассейновому округу, водохозяйственный участок реки — Надым, речной подбассейн реки — подбассейн отсутствует. Речной бассейн реки — Надым.
Код объекта в государственном водном реестре — 15030000112115300051870.